# Manuel Márquez Sterling

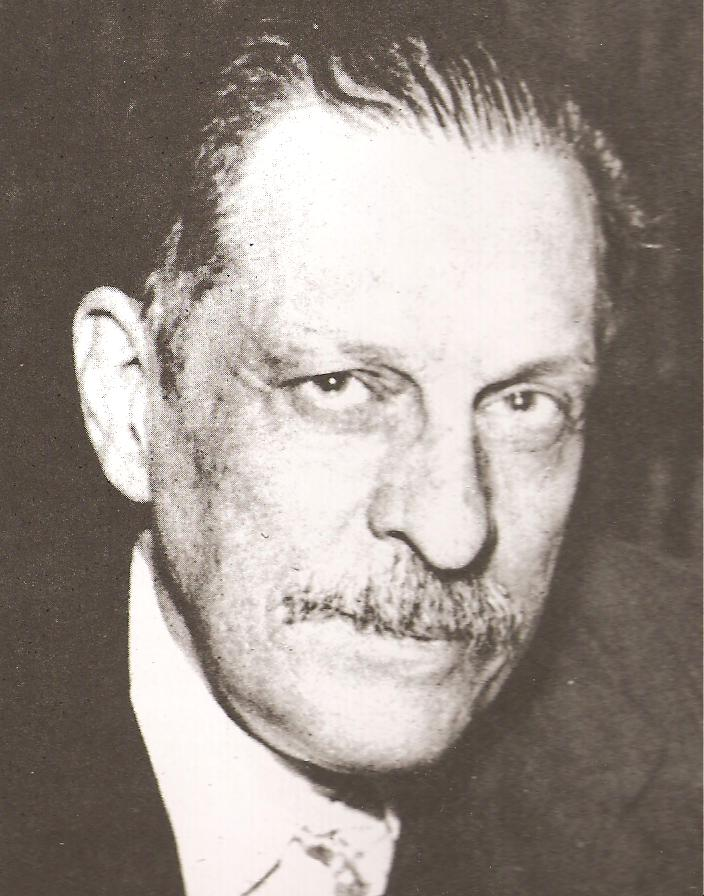
Manuel Márquez Sterling

Manuel Márquez Sterling y Loret de Mola (Lima, 28 augustus 1872 - Washington D.C., 9 december 1934) was een Cubaans diplomaat, journalist en politicus.
Márquez Sterling werd geboren in Peru, waar zijn vader vertegenwoordiger van de Cubaanse onafhankelijkheidsbeweging was. Hij schreef op zijn 16e al artikelen voor Cubaanse kranten en raakte bevriend met de onafhankelijkheidsstrijder José Martí. Hij publiceerde ook boeken over geschiedenis, politiek en schaken. Op een reis naar Spanje propageerde hij daar openlijk de onafhankelijkheid voor Cuba van Spanje. Bij terugkeer in Cuba werd hij door de koloniale autoriteiten gearresteerd, maar wist te vluchten naar Mexico en later naar de Verenigde Staten.
Na de onafhankelijkheid van Cuba werd hij ambassadeur in Mexico. Aldaar raakte hij verzeild in de decena trágica, de opstand in Mexico-Stad die culmineerde in de val van president Francisco I. Madero en vicepresident José María Pino Suárez en de staatsgreep van Victoriano Huerta. Márquez Sterling wist van Huerta de garantie te krijgen dat Madero en Pino Suárez ongehinderd Mexico mochten verlaten, doch Huerta hield zich niet aan zijn belofte en liet hen om het leven brengen. Hierna weigerde Márquez Sterling nog langer ambassadeur in Mexico te zijn, en werd overgeplaatst naar de Verenigde Staten. Later schreef hij een uitgebreid verslag over de decena trágica, Los Últimos días de Madero (De Laatste Dagen van Madero).
Márquez Sterling verzette zich tegen de dictator Gerardo Machado en na diens val in 1933 werd hij minister van buitenlandse zaken onder Ramón Grau. President Grau werd echter door Fulgencio Batista tot aftreden gedwongen en opgevolgd door Carlos Hevia, die vervolgens twee dagen later ook opstapte. Op 18 januari 1934 werd Márquez Sterling aldus om 10 over zes 's ochtends president van Cuba. Op het middaguur droeg hij de macht over aan Carlos Mendieta Montefur. Vervolgens werd hij weer ambassadeur in de Verenigde Staten, en slaagde erin het Plattamendement geschrapt te krijgen. Hij overleed later dat jaar.
Márquez Sterlings zoon Carlos Márquez Sterling was eveneens politicus.